# Wanda Osiris
Wanda Osiris (3 de junio de 1905-12 de noviembre de 1994) fue una actriz teatral y cinematográfica, además de cantante y soprano soubrette de nacionalidad italiana.

## Biografía
Su verdadero nombre era Anna Menzio, y nació en Roma, Italia. Hija de un palafrenero del Rey, desde niña tuvo un evidente talento para el canto y la música. Dejó la familia y los estudios de violín para hacer carrera en el teatro, debutando en Milán en 1923 en el cine Eden. Durante los años del fascismo, en cumplimiento de las directivas dictadas por Achille Starace en nombre del gobierno, hubo de italianizar su nombre artístico, que pasó a ser el de Vanda Osiri. 
Es recordada por su religiosidad católica, por su aversión al color púrpura y a las aves, tanto reales como falsas, por su generosidad, tanto en la vida cotidiana como en la escena, y por el amor a su público. Sus deslumbrantes espectáculos se caracterizaban por una constante búsqueda de la belleza y por la implicación en los mismos de los más importantes talentos del momento. Le encantaba bajar por escaleras al estilo de Hollywood, en reproducciones de monumentos famosos como la Trinità dei Monti, y rodeada de jóvenes bailarines que ella misma escogía.
Fue conocida por los apodos Wandissima y Divina. Sus interpretaciones como cantante eran muy personales, y solía utilizar plumas, tacones y lentejuelas, gran cantidad de perfume Arpège, rosas, ricas vestimentas, todo ello encaminado a presentarse como un sueño de felicidad, riqueza y despreocupación en una Italia inmersa en las secuelas de la Segunda Guerra Mundial. 

### Carrera
En 1937 fue contratada por Erminio Macario para representar una de las primeras comedias musicales italianas, Piroscafo giallo, y en 1938 actuó en Aria di festa, obra en la que aparecía en una jaula de oro.
En Milán, en 1940, salió de una caja de perfume en el espectáculo Tutte donne, y en Roma, en 1944, actuó por vez primera con Carlo Dapporto, en el espectáculo Che succede a Copacabana, repitiendo en 1945 con L'isola delle sirene y La donna e il diavolo.
Tras finalizar la Segunda Guerra Mundial, Osiris volvió a Milán, y, siempre con Dapporto, se convirtió en la reina del teatro de variedades. Así, en 1946 ingresó en la compañía teatral de Pietro Garinei y Sandro Giovannini actuando en Si stava meglio domani y Domani è sempre domenica, primera revista italiana en la que Wandissima salía de una concha como si fuera Venus.
En 1948, con Al Grand Hotel, sorprendió al público con una obra teatral de gran pompa y lujo. Gracias a ella conoció a Gianni Agus con el cual mantuvo una larga relación. 
Hacia finales de la década de 1940, Osiris llegó a ser la reina indiscutible de los salones, y en el Teatro Lírico sus actuaciones eran comparables en recaudación a las del Teatro de la Scala. 
En 1951 trabajó en Gran baraonda con el Quartetto Cetra, Enzo Turco, Dorian Gray y Alberto Sordi. Volvió a colaborar con Erminio Macario en 1954 en Made in Italy, mientras que en 1955 actuó en Festival, espectáculo dirigido por Luchino Visconti que no obtuvo el éxito esperado. 
1955 supuso para Wanda Osiris el inicio del fin: en la revista La granduchessa e i camerieri (en la que actuaba Gino Bramieri) tropezó mientras actuaba con crinolinas, temiéndose el final de su carrera, pero tras cinco días la Divina pudo volver a escena. Posteriormente, en 1956, trabajando con el trío cómico Raimondo Vianello-Gino Bramieri-Giustino Durano en el espectáculo Okay fortuna, se produjo un incidente al caer parte del escenario sobre un grupo de bailarines. Nada grave, pero el mismo reparto se reencontró en I fuoriserie, con la mala suerte de que en esta ocasión se incendió el vestuario, con lo cual parecía que le perseguía la mala fortuna.
En 1963, en Buonanotte Bettina, interpretó el papel de la suegra junto a Walter Chiari y Alida Chelli y, a partir de entonces, con la competencia de la televisión y la decadencia del teatro de variedades, su carrera teatral se vio interrumpida.
Osiris también actuó en teatro convencional en la década de 1970, siendo su papel más célebre el que hizo en Nerone è morto?, de Miklós Hubay, en 1974 con dirección de Aldo Trionfo.
Wanda Osiris falleció en 1994 en Milán, Italia, mientras era cuidada por su hija Cicci. Tenía 89 años de edad. Fue enterrada en el Cementerio Monumental de Milán.

## Filmografía
- Non me lo dire!, de Mario Mattoli (1940)
- Arcobaleno, de Giorgio Ferroni (1943)
- I pompieri di Viggiù, de Mario Mattoli (1949)
- Martin Toccaferro, de Leonardo De Mitri (1953)
- Carosello del varietà, de Aldo Bonaldi (1953)
- Nerone '71, de Filippo Walter Ratti (1962)
- Il circolo Pickwick, de Ugo Gregoretti (1968)
- Polvere di stelle, de Alberto Sordi (1973)
- Il superspia, de Eros Macchi (1977) (serie tv)

## Selección de su discografía

### 78 RPM
- 1942: Tu musica divina/Vecchia canzone (Columbia, DQ 3638)
- 1945: Ti parlerò d'amor/Wanda (Columbia, D 13161)
- 1949: Sentimental/Notturno d'amore (Durium, 9477)

### Otras canciones
| - 1935 - Stornelli affettuosi (Columbia) - 1941 - Quando si sveglia il cuore (Odeon Records) - 1941 - Per te (Odeon) - 1941 - A bocca chiusa (Odeon) - 1941 - Bruna gitana (Odeon) - 1941 - Chi sei tu (Odeon) - 1941 - Camminando sotto la pioggia (Odeon) - 1941 - Basta un fiore (Odeon) - 1942 - Un po' di luna (Columbia) - 1942 - Serenata all'imbrunire (Columbia) - 1942 - A sera quando piove (Columbia) - 1942 - Serenata senza amore (Columbia) - 1942 - Gocce di rugiada (Columbia) - 1942 - Piccolo ventaglio (Columbia) - 1943 - Disperatamente t'amo (Columbia) | - 1943 - Sono tanto triste (Columbia) - 1943 - Canto della solitudine (Columbia) - 1943 - Perché non sei gentile con me (Columbia) - 1943 - Non sapevo d'amarti tanto (Columbia) - 1945 - Io sogno un nido rosa (Columbia) - 1946 - I miei baci per te (Columbia) - 1946 - Femmine (Columbia) - 1948 - Donna di cuori (Durium) - 1949 - Il mio saluto (Durium) - 1949 - L'ultimo fiore (Durium) - 1949 - Prima luna (Durium) - 1954 - Ti porterò fortuna (Cetra Records) - 1954 - Festival dell'amore (Cetra Records) |